# Boda de familia boyarda
 Boyardos rusos celebran una boda o Boda de familia boyarda (en ruso: Боярский свадебный пир) es una obra de 1883 de Konstantín Makovski (1839-1915), pintor realista ruso, que representa una celebración nupcial boyarda ambientada en los siglos XVI o XVII.

## Contexto
A Makovski le gustaba oponerse a las restricciones académicas y en este cuadro ensalza las viejas costumbres de la vieja Rusia.
El cuadro ganó la medalla de oro en la Exposición Universal de Amberes de 1885.

## Descripción
En la escena, los invitados expectantes para el brindis observan a los novios a punto de besarse. A la derecha una anciana anima a una novia tímida cabizbaja mientras todos esperan el beso que arranque el gran jolgorio. En la parte superior izquierda hay un cisne que servirá de festín.